# Cándida (película de 2006)
Cándida es una película española de 2006 dirigida por Guillermo Fesser siendo esta su primera película, protagonizada por Cándida Villar. Está basada en la vida de Cándida. La película viene a raíz de un libro escrito por el director de la película llamado Cuando dios aprieta, ahoga pero bien (1998). La canción La vida secreta de las pequeñas cosas que sale en la película fue nominada a un Premio Goya en la categoría de mejor canción.

## Argumento
Cándida, una asistenta viuda del barrio madrileño San Blas, tiene tres hijos y una hija. El pequeño de los hijos, Javi, quiere ser cantante de flamenco, pero es drogadicto y vende casi todas las posesiones de su madre para costearse las drogas; hasta que un día lo meten en la cárcel por robar a una panadera con un cuchillo de plástico. En la cárcel le prende fuego a su cama para que lo dejen libre. Muere al día siguiente. Otro de los hijos (Julián), trabaja de barrendero, pero lo deja porque quiere suicidarse. Después de "intentar" suicidarse saltando desde un puente a medio metro del suelo, hace que lo metan en el manicomio, de donde se escapa. Después de salir en televisión hablando sobre los marcianos, vuelve al manicomio y, tras salir por segunda vez, termina haciendo anuncios de "viajes Marsans". Su otro hijo trabaja en el metro, pero no quiere saber nada de su madre, al igual que su hija, quien dice "es que, mamá, si te ayudo a ti, no me puedo ayudar yo...".
Un día, Pablo, un hombre que trabaja en las noticias de Antena 3, atropella a Cándida, y le da su número por si le pasara algo. Cándida, tras trabajar como asistenta para él unos días, le cuenta sus problemas, y éste se da cuenta de la carga que lleva la mujer desde su infancia. Pablo ayuda a Cándida a contar la historia de Javi en televisión; y ella hace que Pablo llame a Mónica, su novia americana que se había ido por no hacerla caso, Pablo y Cándida van a América con Mónica. Cuando parece que Cándida se va a quedar con ellos en América a vivir el sueño que siempre tuvo, vivir en una granja, llama su hijo Julián para pedirle que vuelva, que la echan de menos él y su abuela (la suegra de Cándida), y Cándida coge un taxi para volver al barrio en el que se crio, vivió, y morirá.
El tema Gwendoline es la B.S.O. de la película y lo interpreta por Pitingo por Bulerías.

## Reparto
- Cándida Villar (Cándida)
- Soledad Mallol (Blasa)
- Jorge Bosch (Pablo)
- Raúl Peña (Javi)
- Víctor Sevilla (Julián)
- Yaiza Guimaré (Mónica)
- Toni Morant (Flores)
- Joan Massotkleiner (Riki)
- María Elena Fesser (Marquesa Martínez Campos)
- Maxi Márquez (Marqués Martínez Campos)